# خبر فوری (ترانه)
«خبرِ فوری» (انگلیسی: Breaking News) آهنگی است که توسط مایکل جکسون هنرمند آمریکایی ضبط شده‌است. گفته می‌شود که این آهنگ توسط جکسون، ادی کاسیو و جیمز پورت نوشته و توسط تدی رایلی، کاسیو و جکسون تهیه شده‌است و در آلبوم پس از مرگ او، مایکل گنجانده شده‌است.

## پس‌زمینه
گفته می‌شود «خبرِ فوری» توسط جکسون، ادی کاسیو و جیمز پورت نوشته شده و تدی رایلی، کاسیو و جکسون تهیه‌کنندگان آن هستند. این آهنگ توسط سونی میوزیک انترتیمنت برای پیش از اعلام آلبوم مایکل منتشر شد.